# Петлальсинго
Петлальсинго (исп. Petlalcingo) — муниципалитет в Мексике, входит в штат Пуэбла. Население — 9680 человек.